# 田中鉱山

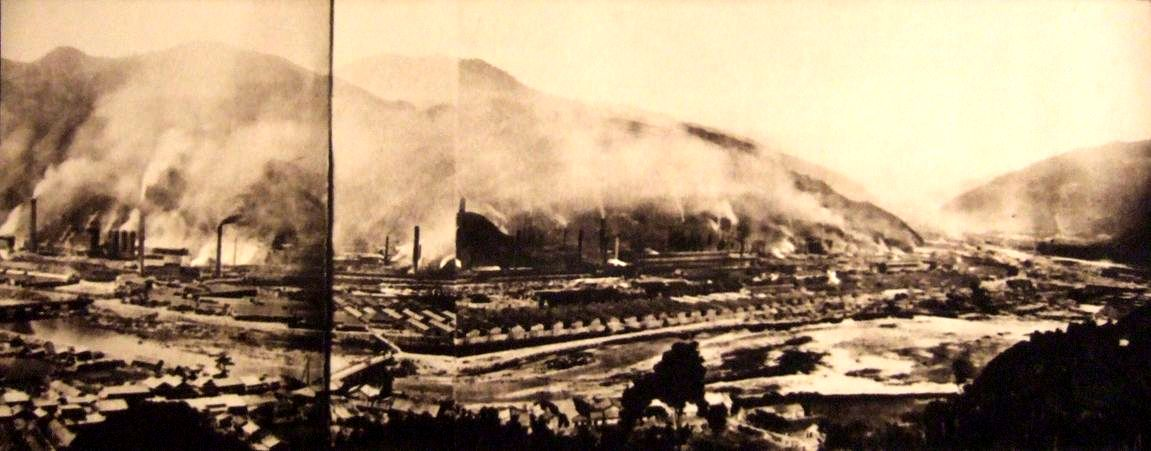
1917年（大正6年）、株式会社化された頃の釜石鉱業所全景。

田中鉱山株式会社（たなかこうざん）は、大正時代に存在した東京に本社を置く鉄鋼・鉱山会社。明治中期の釜石において、高炉を使った近代式製鉄を日本で初めて継続事業として成功させた田中長兵衛の個人商店が法人化したもの。

## 概要
遠江国榛原郡（後の静岡県牧之原市）出身の鉄屋・長兵衛が1855年（安政2年）に麻布飯倉で創業した金物商店を起源とする。金物商から米穀問屋など事業の主軸を移しながら規模を拡大し、1887年（明治20年）7月に岩手県で釜石鉱山田中製鉄所を設立したことをもって、以降は製鉄及び鉱山業に注力。1894年（明治27年）には日本で初めてコークスを用いた銑鉄の製造技術を確立し、同年の田中製鉄所の生産高は全国銑鉄生産高20,000ｔの65％に当たる13,000ｔに上った。1901年（明治34年）に二代目・長兵衛が後を継いでからも個人商店であったが、1917年（大正6年）3月に株式会社化。

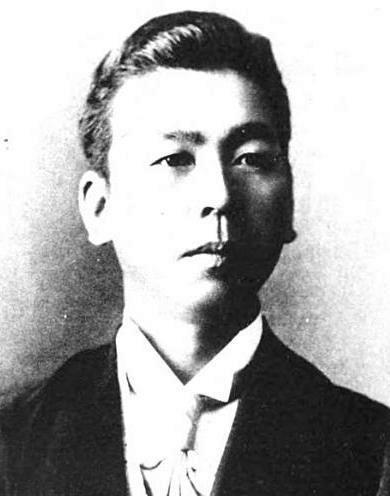
社長の田中長兵衛

田中鉱山株式会社は釜石での鉄鋼生産を本業とし、台湾の金瓜石鉱業所をはじめ全国に持つ鉱山の利益も釜石鉱業所の設備拡充にあてる。また鉱石や鉄鋼製品の輸送のため、鉄道及び海運会社並みの船舶を保有し運航させた。1917年（大正6年）9月、製鉄業奨励法が施行。諸税の免除などを含むこの助成は民間事業者の設備投資を大いに促進。しかし、約4年続いた第一次世界大戦が1918年11月に終結すると、鉄需要の激減及び安価な欧州製鋼材の輸入やインド銑鉄のダンピングなどによって日本の鉄鋼業界は長く厳しい不況に突入する。
1920年（大正9年）春には戦後の経済恐慌が決定的となり、鉄鋼業界は他業種と比しても甚大な影響を受けた。同年6月に田中鉱山、東洋製鉄、日本製鋼所、三菱製鉄、大倉鉱業の民間製鉄5社が救済融資を受けるため銑鉄同業会を組織。銀行側からは80％の減産という条件が付けられる。
長引く不況の中、経営効率化のため電動機械を採用したり、国内企業で初めて鋼塊からのビレット生産を始めるなどしたが、業績改善の兆しは見えなかった。1923年（大正12年）9月の関東大震災では北紺屋町の東京本店が焼失。以後は芝区三田にあり火災を免れた長兵衛の新邸（後の東京消防庁第一方面本部）を本店仮事務所とした。大震災による直接の被害は5万円程であったが、売掛金の回収が困難となるなど資金調達の道が断たれ、およそ一千万円の負債を抱え経営が立ち行かなくなる。1924年（大正13年）3月6日、以前より進めていた三井鉱山との交渉が合意に至り、事業譲渡が成立。その3日後に社長・田中長兵衛は没し、以下の言葉を遺した。

## 事業所
- 東京本店 - 東京市京橋区北紺屋町十二番地。1923年9月焼失。
- 東京本店仮事務所 - 東京市芝区三田一丁目四十五番地[11]。1923年9月開設[注釈 5]。
- 釜石鉱山鉱業所 - 岩手県上閉伊郡釜石町。1885年開設。所長は横山久太郎[注釈 6]。
- 金瓜石鉱山鉱業所 - 台湾基隆堡金瓜石。1897年開設。所長は小松仁三郎[注釈 7]。
- 大阪出張所 - 大阪市東区京橋通3丁目61番地。1896年開設。主任は石井通次郎[13]。

## 保有鉱山
| 鉱山名     | 所在地                       | 面積        | 鉱種           | 産出量及び生産量と額 | 備考               |
| ---------- | ---------------------------- | ----------- | -------------- | --- | ------------------ |
| 釜石鉱山   | 岩手県上閉伊郡甲子村他二ヶ村 | 1,894,947坪 | 金、銀、銅、鉄 | 金 72,607匁→363,035円 銀 798,681匁→111,815円 銅 1,559ｔ→1,579，552円 鉱石 11,298ｔ→17，893円 銑鉄 32,526ｔ→1,579，552円 鋼鉄 22,647ｔ→3,238，404円 満俺鉄 3,253ｔ→473，921円 |                    |
| 金瓜石鉱山 | 台湾基隆堡九份庄             | 3,400,176坪 | 金、銀、銅     | 金 197,177匁→985,886円 銀 254,108匁→40,215円 銅 1,170ｔ→1,702，981円 鉱石 14,385ｔ→38，976円                                                                                 |                    |
| 二見鉱山   | 愛媛県西宇和郡町見村         | 816,827坪   | 銅             | 精鉱 7,004ｔ→189,794円 | 主任・富樫国彦     |
| 新山鉱山   | 宮城県本吉郡新月村他一ヶ村   | 417,030坪   | 金、銅         | 精鉱 4,222ｔ→184,647円 | 主任・上田七三朗   |
| 文珠炭鉱   | 北海道石狩国空知郡歌志内村   | 1,354,470坪 | 石炭           | 43,020ｔ→111,875円 | 主任・石崎傳三郎   |
| 釜ノ澤鉱山 | 栃木県塩谷郡玉生村           | 67,087坪    | 銅             | 精鉱 1,082ｔ→18,985円 | 代理人・中野協蔵   |
| 湯ノ澤鉱山 | 青森県西津軽郡深浦村         | 179,860坪   | 満俺           | 鉱石 2,052ｔ→38,756円 | 代理人・藤田惣太郎 |
| 南股鉱山   | 青森県西津軽郡深浦村         | 55,314坪    | 満俺           | 276ｔ→4,137円 | 代理人・藤田惣太郎 |
| 驫木鉱山   | 青森県西津軽郡大戸瀬村       | 27,175坪    | 満俺           | 246ｔ→6,305円 | 代理人・藤田惣太郎 |
| 初音鉱山   | 北海道後志国太櫓郡太櫓村     | 323,000坪   | 満俺           | 703ｔ→12,461円 |                    |

## 鉄道
釜石鉱山から釜石製鉄所へ鉱石を輸送するために施設された。本線は釜石桟橋 - 大橋間の約18km。官営製鉄所時代の1880年（明治13年）9月に開業式が行われ、新橋 - 横浜間、京都 - 神戸間に次ぐ日本で3番目に開業した鉄道とされる。官営製鉄所の廃止と田中長兵衛による復興を経て、1894年（明治27年）に製鉄所と大橋の鉱山を結ぶ釜石鉱山馬車鉄道が開業。1911年（明治44年）11月より蒸気機関鉄道となり、1917年（大正6年）3月に田中長兵衛個人から法人の田中鉱山へ譲渡された。詳細は「釜石鉱山鉄道」の頁を参照。

## 所有汽船
- 第五長久丸（2,139ｔ）- 1914年浦賀製造、一級船、遠洋航路。
- 香川丸（2,059ｔ）- 1881年英国製造、一級船、近海航路[14]。
- みかど丸（1,850ｔ）- 1881年英国製造、二級船、近海航路[15]。
- 浪花丸（1,674ｔ）- 1876年英国製造、二級船、近海航路[16]。
- 勢徳丸（1,276ｔ）- 1883年英国製造、一級船、近海航路[17]。
- 第三長久丸（633ｔ）- 1883年英国製造、二級船、近海航路。
- 真隆丸（478ｔ）- 1896年英国製造、二級船、近海航路[18]。
- 香椎丸（486ｔ）- 1883年英国製造、二級船、近海航路[19]。

1920年発行の日本汽船件名録（7版）より。船名右の数字は総トン数。

## 年表
- 1855年（安政2年）- 鉄屋・長兵衛が麻布飯倉で金物商を開業。
- 1864年（元治元年）- 京橋北紺屋町の大根河岸に移転し米穀問屋を開く。
- 1880年（明治13年）9月 - 官営釜石製鉄所が操業を開始するが97日で停止。
- 1882年（明治15年）12月 - 官営釜石製鉄所の廃止が決定。
- 1886年（明治19年）- 釜石製鉄所復興に手を挙げた田中長兵衛のもと、銑鉄の生産に成功。
- 1887年（明治20年）- 釜石鉱山田中製鉄所が設立される。
- 1894年（明治27年）- 釜石で国内初のコークス銑の生産に成功。
- 1896年（明治29年）- 台湾・金瓜石鉱山の採掘権を得る。
- 1901年（明治34年）- 田中長兵衛が死去し長男が二代目・長兵衛を襲名。
- 1917年（大正6年）3月 - 法人化し田中鉱山株式会社が成立。
- 1922年（大正11年）3月 - 釜石の所長兼専務として長く社を支えた横山久太郎が病没。
- 1923年（大正12年）9月 - 関東大震災で東京本社が全焼。三田の長兵衛邸を仮事務所とする。
- 1924年（大正13年）3月 - 三井鉱山に事業を譲渡。